# Севернокипърска турска република
Севернокипърската турска република или Турска република Северен Кипър (на турски: Kuzey Kıbrıs Türk Cumhuriyeti; KKTC) е непризната държава, заемаща северната част на остров Кипър. Нарича се Турска федеративна държава Северен Кипър от 1975 до 1983 г.
Турция е единствената страна, признала независимостта на Северен Кипър. Съгласно международното право, Република Кипър запазва суверенитета си над цялата територия, влизаща в състава ѝ до 1974 г. Именно към това мнение се придържат всички останали държави и ООН.
СКТР е отделена от останалата част на Кипър посредством буферна зона. Линията, разделяща острова на два сектора (така наречената „Зелена линия“), се охранява от контингент на ООН (ЮНФИКИП).
Столицата на СКТР е северната част на град Никозия, чиято южна част съответно е столица на Република Кипър.

## Население
Населението на Северен Кипър наброява около 200 хил. души, живеещи на площ от 3355 кв. км, включително и в малкия ексклав Кокина. Мнозинството от населението на СКТР са етнически турци, които се делят на две общности: на местните кипърски турци и анадолски турци, преселници от Турция. В Северен Кипър има и малък брой кипърски гърци и маронити, живеещи в своите анклави.
В резултат на събитията от 1974 г. мнозинството от кипърските гърци от Северен Кипър е принудено да избяга в южната част на острова, като едновременно с това много кипърски гърци емигрират в Западна Европа, а в техните домове и имущество са настанени емигранти от Турция.

## История на Република Кипър и СКТР

### Създаване на Република Кипър
Република Кипър е създадена през 1960 г. след предоставянето ѝ на независимост от метрополията Великобритания. На гръцката и турска общност са им гарантирани равни възможности за участие в управлението на новата държава. Осигурени са им места в правителствените и граждански иснтитуции. Според Договора от 1960 г. гаранти за съществуването на новата държава са Великобритания, Гърция и Турция.

### Междуобщностен конфликт и конституционна криза
През декември 1963 правителството на Кипър се разпада. Започва конфликт между кипърските гърци и кипърските турци. В резултат на правителствената криза кипърските турци губят постовете си в правителствените институции. С продължаването на конфликта кипърските турци, които населяват предимно селските райони, са блокирани в етнически анклави, заобиколени от компактно гръцко население. Това положение продължава 11 години до разделянето на острова. В този период между двете кипърски общности избухват множество конфликти, в резултат на които на няколко пъти изострят отношенията между Турция и Гърция, които са на границата на обявяването на война, особено по времето на инцидента в град Кокина (Erenköy), а също и през 1967 г., когато кипърски гърци нападат районите с кипърско турско население в южната част на острова.

### Превратът в Гърция и турското нахлуване
През юли 1974 г. при поддръжката на гръцката военна хунта на острова се извършва военен преврат. Кипърският президент архиепископ Макариос III е отстранен от власт, а контролът над острова преминава в ръцете на Никос Сампсон, представител на гръцката организация EOKA, която се бори за присъединяването на Кипър към Гърция, или така наречения еносис. Опасявайки се от действителното присъединяване на острова към Гърция и в съответствие с Договора от 1960, на 20 юли 1974 г., Турция изпраща свои военни части в Кипър. След турското нахлуване военният преврат претърпява поражение, което на свой ред довежда до падането на кипърската гръцка военна хунта и връщането на власт на архиепископ Макариос III. Въпреки възстановяването на статуквото Турция отказва да изтегли войските си, с аргумента за необходимостта от защита на кипърските турци. Този отказ е възприет от международната общност като нарушение на Договора за гаранциите и така остров Кипър се оказва разделен на северна част, контролирана от Турция и южна част, намираща се под контрола на кипърските гърци. През 1983 г. Севернокипърската турска република обявява независимост, но единствената държава, която я признава е Турция.

### От федерация към независимост
На 13 февруари 1975 г. е провъзгласена Турска федеративна държава Северен Кипър, с което кипърските турци се опитват да поставят гръцката общност на острова пред необходимостта на създаването на нова обща федерална държава. Тази идея не намира подкрепа нито сред кипърската гръцка общност, нито в ООН или сред международната общност. След осем години неуспешни преговори с Република Кипър Северът обявява своята независимост през 1983 г. Новата самопровъзгласила се държава се нарича Севернокипърска турска република. Декларацията за независимост на Севернокипърската турска република е отхвърлена както от Република Кипър, така и от ООН.

## Политика
Тъй като СКТР не се признава от нито един член на международната общност, освен Турция, която от своя страна не признава легитимността на правителството на Република Кипър, не могат да се смятат за легитимни никакви държавни органи на властта, създадени от страна на СКТР.
Съгласно Конституцията на СКТР страната е обявена за демократична република, начело с президент, избиран за срок от 5 години. Законодателният орган на СКТР е Палатата на представителите, състояща се от 50 депутати, избирани посредством пропорционални избори в пет избирателни окръга.
На изборите през февруари 2005 г. Турската републиканска партия, пропагандираща за обединението на Кипър, печели най-много места в парламента, но не успява да спечели достатъчно голямо мнозинство.

## Международен статут
Международната общност, с изключение на Турция, не признава Северен Кипър като независима държава. (независимостта на СКТР е призната само от Нахичеванската автономна република (Азербайджан), но самият Азербайджан не подкрепя това решение). На СКТР Организацията ислямска конференция ѝ предоставя статут на федерална държава (constituent state) и наблюдател.
Преговорите за обединение на острова продължават отдавна, но така и не носят резултат. Последният опит за обединение се проваля на референдума, който се провежда на 26 април 2004 под егидата на ООН. Против обединението гласуват 75 % от кипърските гърци, за разлика от кипърските турци, мнозинството от които гласуват за плана на Генералния секретар на ООН Кофи Анан (трябва да се отбележи, че на този референдум участват не само кипърските турци, но и преселниците от Турция, които според гръцките власти в Република Кипър превишават числеността на самите кипърски турци).

### Планът „Анан“
Планът за уреждане на кипърския проблем, предложен от ООН (Планът „Анан“ – Annan Plan), предвижда създаването на острова на двуобщносттна и двузонална държава вместо унитарната Република Кипър, което според кипърските гърци означава фактическото признаване на турската окупация на северната част на острова.
Според този план Турция получава правото да запази своя военен контингент на острова. Освен това планът Анан предвижда юридическото узаконяване на договорите, сключени между СКТР и Турция, които позволяват на турската армия правото да използва всички кипърски пристанища, да се придвиждва по цялата територия на острова и на турските ВВС да летят над кипърското въздушно пространство.
Турската страна получава право на вето в бъдещото обединено кипърско правителство, като всички държавни структури на обединен Кипър трябва 95 % да се финансират от гръцката страна. Планът предвижда ограничения за кипърските гърци да оперират с имоти в северната част на острова, докато жизненото равнище в двете общности не се изравни.
На 1 май 2004 г. гръцката част на Кипър влиза в Европейския съюз. Всички привилегии и средства от фондовете на съюза, произитичащи от членството на Република Кипър в ЕС, са в сила само в гръцката част на острова. Европейският съюз продължава да разглежда територията на Северен Кипър като територия на ЕС, намираща се под чужда военна окупация и докато не се постигне окончателно решение на кипърския въпрос, на тази територия няма да са в сила законите на съюза. Република Кипър има 6 места в Европейския парламент, които са определени на базата на цялото население на острова.
Самият Кофи Анан отбелязва, че след референдума официалните контакти между ръководителите на гръцката и турска общност са прекратени, а надеждите, че влизането на Кипър в Европейския съюз ще ускори разрешаването на кипърския въпрос, не се оправдаха.

## Aдминистративно-териториално деление
Севернокипърската турска република е разделена на 5 района
| Райони                  | Население (2006) | Административен център | Гръцко наименование на административния център | Население (2006) |
| ----------------------- | ---------------- | ---------------------- | ---------------------------------------------- | ---------------- |
| Гирне (Girne)           | 62 158           | Гирне                  | Кирения / Κερύvεια                             | 26 067           |
| Гюзелюрт (Güzelyurt)    | 31 116           | Гюзелюрт               | Морфу / Μορφου                                 | 13 334           |
| Искеле (İskele)         | 21 978           | Искеле                 | Трикомо / Τρίκωμο                              | 3977             |
| Лефкоша (Lefkoşa)       | 85 579           | Лефкоша                | Лефкосия (Никосия) / Λευκωσία                  | 49 721           |
| Газимагуса (Gazimağusa) | 64 269           | Магуса                 | Амохостос (Фамагуста) / Αμμόχωστος             | 35 453           |

## География
Северен Кипър има площ от 3355 квадратни километра (1295 квадратни мили), което възлиза на около една трета от острова. На 75 километра (47 мили) на север от Северен Кипър се намира Турция, а  Сирия е разположена на 97 километра (60,3 мили) на изток. Намира се между 34° и 36° северна ширина и 32° и 35° източна дължина.
Крайбрежието на Северен Кипър включва два залива: залива Морфу и залива Фамагуста и има четири носа: нос Апостолос Андреас, нос Кормакитис, нос Зейтин и нос Каса, като нос Апостолос Андреас е крайната точка на полуостров Карпаз. Тясната планинска верига Кирения се намира по протежение на северното крайбрежие, а най-високата точка в Северен Кипър, връх Селвили, се намира в тази планинска верига с надморска височина от 1024 метра. Равнината Месаория, простираща се от район Гюзелюрт до източното крайбрежие, е друг определящ пейзаж. Равнините на Месаория се състоят от равнинни полета и малки хълмове и се пресичат от няколко сезонни потока. Източната част на равнината се използва за сухо земеделие, като отглеждане на пшеница и ечемик, и поради това са предимно зелени през зимата и пролетта, докато стават жълти и кафяви през лятото.
56,7% от земната площ в Северен Кипър е жизнеспособна за земеделие.

## Икономика
Икономиката на Северен Кипър е доминирана от сектора на услугите (69% от БВП през 2007 г.), който включва публичния сектор, търговията, туризма и образованието. Приходите, спечелени от образователния сектор през 2011 г., бяха 400 милиона долара. Промишлеността (леката промишленост) допринася с 22% от БВП, а селското стопанство с 9%.Икономиката на Северен Кипър се основава на подхода на свободния пазар и стана първата страна в Европа по предприемачески намерения за започване на нов бизнес през 2014 г.
Икономическото развитие е неблагоприятно засегнато от продължаващия кипърски проблем. Северен Кипър е под международно ембарго, тъй като Република Кипър, като международно призната власт, обяви летищата и пристанищата в района, които не са под неин ефективен контрол, за затворени. Всички държави-членки на ООН, с изключение на Турция, спазват затварянето на тези пристанища и летища.В резултат на това Северен Кипър е силно зависим от турската икономическа подкрепа и все още е зависим от паричните трансфери от турското правителство.
Икономическото развитие е неблагоприятно засегнато от продължаващия кипърски проблем. Северен Кипър е под международно ембарго, тъй като Република Кипър, като международно призната власт, обяви летищата и пристанищата в района, които не са под неин ефективен контрол, за затворени. Всички държави-членки на ООН, с изключение на Турция, спазват затварянето на тези пристанища и летища. В резултат на това Северен Кипър е силно зависим от турската икономическа подкрепа [97] и все още е зависим от паричните трансфери от турското правителство.